# The Diary/Julia
The Diary/Julia è il 9º singolo discografico di Mina, il terzo pubblicato come Baby Gate il 1 maggio del 1959.

## Copertina
Non ha una copertina fotografica ufficiale, è stato distribuito con la consueta https://minamazzinimedia-4b71.kxcdn.com/m/disco/800x800/B_1014_010.jpg forata a marchio Broadway / Italdisc, tipica delle pubblicazioni Broadway (per quelle Italdisc, ne veniva utilizzata una simile di color rosso).

## Storia
Entrambi i brani sono cantati da Mina in inglese e sono stati inseriti nelle raccolte 
Summertime del 1991, Mina canta in inglese del 1995, Ritratto: I singoli Vol. 1 del 2010. Il brano The Diary è una cover di una canzone composta e incisa da Neil Sedaka nel 1958, contenuta nel suo singolo d'esordio, che divenne il primo successo commerciale dell'artista americano. Questa versione di Mina è presente nell'EP ufficiale Splish Splash/Venus/The Diary/Be bop a lula del 1959. Si trova anche nelle raccolte Mina rarità del 1989 e Io Baby Gate del 2010. Il brano Julia è sempre cantata in inglese da Mina, si trova anche nelle antologie Mina Export Vol. 2 del 1986 e Internazionale del 1998.

## Tracce
Lato A
1. The Diary – 2:13 (testo: Howard Greenfield – musica: Neil Sedaka; edizioni musicali Neapolis)

Lato B
1. Julia – 2:18 (testo: Alberico Gentile, Vittorio Mascheroni [7] – musica: Edilio Capotosti; edizioni musicali Melodi)